# Parafia św. Jana Chrzciciela w Zabrzu-Biskupicach
Parafia Świętego Jana Chrzciciela w Zabrzu-Biskupicach – parafia metropolii katowickiej, diecezji gliwickiej, dekanatu Zabrze-Mikulczyce Kościoła katolickiego obrządku łacińskiego. Powstała w XIII wieku.